# Melvin Calvin
Melvin Calvin in Hobbes, ameriški kemik in biokemik, * 8. april 1911, St. Paul, Minnesota, ZDA, † 8. januar 1997, Berkeley, Kalifornija.
Je bil ameriški biokemik, ki je leta 1961 prejel Nobelovo nagrado za kemijo za odkritje kemijskih poti fotosinteze.
Calvin je bil sin staršev priseljencev. Njegov oče je bil iz Kalvarije v Litvi, njegova mati pa iz Gruzije. Kmalu po njegovem rojstvu se je družina preselila v mesto Detroit v ZDA, kjer je Calvin že zgodaj pokazal zanimanje za znanost, zlasti kemijo in fiziko.

## Šolanje
Leta 1927 je Calvin prejel štipendijo za Rudarsko-tehnološki fakulteti v Michiganu (danes Michigan Tehnološka univerza). Kes ponujal malo možnosti za študij kemije, se je vpisal na tečaje mineralogije, geologije, paleontologije in gradbeništva, kar se je izkazalo za koristno v njegovih poznejših znanstvenih raziskavah. Po drugem letniku je za eno leto prekinil študij in se zaposlil kot analitik v tovarni medenine. Calvin je diplomiral leta 1931 in nato obiskoval Univerzo v Minnesoti, kjer je leta 1935 doktoriral z disertacijo o elektronski pripadnosti halogenih atomov.
Po podoktorskem študiju v Angliji, je bil Calvin povabljen na fakulteto UCB (University College Birmingham) s strani slavnega kemika Gilberta Lewisa. Izotop ogljika so odkrili leta 1940 na šestdeset-paličnem ciklotronu. Calvin je zbral skupino raziskovalcev, ki je preučevala fotosintezo, postopek s katerim zelene rastline pretvarjajo sončno svetlobo v kemično energijo.

## Delo
Calvin se je leta 1937 kot inštruktor pridružil fakulteti kalifornijske Univerze v Berkeleyju. (Bil je prvi kemik, ki ga je šola zaposlila po letu 1912.) Leta 1946 je postal direktor skupine za bioorgansko kemijo v šolskem laboratoriju za sevanje Lawrence (zdaj Nacionalni laboratorij Lawrence Livermore), leta 1963 direktor Laboratorija za kemijsko biodinamiko, izredni direktor Lawrence Livermore leta 1967 in univerzitetni profesor kemije leta 1971.
V Berkeleyju je Calvin nadaljeval delo na aktivaciji vodika in začel delati na barvi organskih spojin, kar ga je vodilo k preučevanju elektronske strukture organskih molekul. V začetku štiridesetih let dvajsetega stoletja je delal na molekularni genetiki in predlagal, da je vezanje vodika vključeno v zlaganje nukleinskih kislin v kromosome. Med drugo svetovno vojno je delal na kompleksih s kobaltom, ki se lahko reverzibilno vežejo s kisikom, s ciljem ustvariti aparat za proizvodnjo kisika, katerega namen je bila uporaba v podmornicah. V projektu Manhattan je uporabil kelacijo in ekstrakcijo topila za izolacijo in čiščenje plutonija iz drugih produktov cepitve urana, ki so bili obsevani. Čeprav ni bil pravočasno razvit za uporabo v vojni, je bila njegova tehnika kasneje uporabljena pri laboratorijskih ločitvah.
Zaradi prostorske stiske njegove skupine je Calvin zasnoval nov laboratorij za kemijsko biodinamiko. Ta krožna zgradba je vsebovala odprte laboratorije in številna okna, vendar malo sten, da bi spodbudil interdisciplinarno interakcijo, ki jo je izvajal s svojo skupino za fotosintezo v starem sevalnem laboratoriju. Ta laboratorij je vodil do svoje obvezne upokojitve leta 1980, ko se je preimenoval v laboratorij Melvin Calvin. Čeprav je bil uradno upokojen, je v svojo pisarno še naprej prihajal do leta 1996 in sodeloval z majhno raziskovalno skupino.
Calvinovo sodelovanje in nasveti so močno vplivali na ves trud, ki ga je NASA namenila iskanju življenja v vesolju. 

## Raziskave
1. Leta 1946 je Calvin začel s svojim delom o prepoznavanju poti ogljika v fotosintezi, za katerega je kasneje dobil Nobelovo nagrado. Leta 1945 je Calvin začel s prelomnim delom na fotosintezi. Že dve stoletji je bilo znano, da sončna svetloba omogoča zelenim rastlinam fiksiranje atmosferskega ogljikovega dioksida  v vse organske spojine, ki so potrebne rastlinam za rast in razmnoževanje. Ni bilo pa znano, kako to dokazati. Težava je bila seveda v tem, da se atomi ogljika, ki so nastali v ogljikovem dioksidu, ne bi mogli razlikovati od že prisotnih v obratu. Po dodajanju ogljikovega dioksida v sledovih radioaktivnega ogljika-14 v osvetljeni suspenziji enocelične zelene alge Chlorella pyrenoidosa je ustavil rast alge na različnih stopnjah in uporabil papirno kromatografijo za izolacijo in določitev minutnih količin radioaktivnih spojin. To mu je omogočilo prepoznati večino kemijskih reakcij v vmesnih stopnjah fotosinteze. Postopek, v katerem se ogljikov dioksid pretvori v ogljikove hidrate. Odkril je "Calvinov cikel", v katerem "temne" fotosintetske reakcije spodbudijo spojine, nastale v "svetlobnih" reakcijah, ki nastanejo pri absorpciji svetlobe s klorofilom, da dobimo kisik. Tudi z uporabo izotopske sledilne tehnike je sledil poti kisika v fotosintezi. To je bila prva uporaba sledilnika ogljika-14 za razlago kemijske poti. Calvinovo delo pri dešifriranju vloge ogljika v fotosintezi je povzročilo vseživljenjsko zanimanje za prilagajanje fotosintetskih tehnik za proizvodnjo energije. V zadnjih letih aktivnega raziskovanja je preučeval uporabo rastlin za pridobivanje nafte kot obnovljiv vir energije. Veliko let je preizkušal tudi kemijski razvoj življenja in napisal knjigo na to temo, ki je bila objavljena leta 1969.
2. Calvinove raziskave so vključevale tudi delo na področju elektronskega, fotoelektronskega in fotokemičnega obnašanja porfirinov. Kemijska evolucija in organska geokemija, vključno z organskimi sestavinami lunarnih kamnin za ameriško nacionalno upravo za     letalstvo in vesolje (NASA). Reakcije prostih radikalov; vpliv devterija ("težkega vodika") na biokemične reakcije; karcinogene s kemičnimi in virusnimi viri; umetna fotosinteza; kemija sevanja; biokemija učenja; možganska kemija; filozofija znanosti; in procese, ki vodijo k nastanku življenja.
3. Calvin je sodeloval tudi z ameriško vesoljsko vladno agencijo  NASA, ki je iskala znake življenja v vesolju. Njegova prizadevanja so vključevala načrte za zaščito Lune pred biološkim onesnaženjem z Zemlje med prvim lunarnim pristankom (Apollo), postopke za zaščito Zemlje pred možnimi lunarnimi patogeni na in v povratku vesoljskega plovila Apollo. In strategije za iskanje organskih in bioloških spojin v vrnjenih vzorcih lune in načrte za iskanje bioloških spojin za življenje na drugih planetih.

## Dela in nagrade
Calvin je bil avtor več kot 600 člankov in 7 knjig, ter prejemnik več častnih diplom z ameriških in tujih univerz. Po prejetju Nobelove nagrade je tri desetletja pozneje napisal avtobiografijo z naslovom Po sledeh svetlobe (znanstvena odiseja). V svoji ugledni karieri je Calvin prejel številne nagrade in priznanja, vključno z nacionalno medaljo za znanost, ki jo je prejel od predsednika Busha leta 1989. Leta 1978 je prejel Priestleyo medaljo, najvišje priznanje Ameriškega kemičnega društva, Davyovo medaljo iz Royal Society of London in zlato medaljo Ameriškega inštituta za kemike.

## Calvinov cikel v fotosintezi
Ko se energija sonca pretvori v ATP in NADPH, ima celica gorivo, potrebno za gradnjo hrane v obliki molekul ogljikovih hidratov. Izdelane molekule ogljikovih hidratov imajo verigo ogljikovih atomov. Od kod prihaja ogljik? Ogljikovi atomi, ki se uporabljajo za gradnjo molekul ogljikovih hidratov, izvirajo iz ogljikovega dioksida, plina, ki ga živali izdihnejo z vsakim vdihom. Calvinov cikel je izraz, ki se uporablja za reakcije fotosinteze, ki porabijo energijo, ki jo shranijo od svetlobe odvisne reakcije za tvorbo glukoze in drugih molekul ogljikovih hidratov.

### Medsebojno delovanje Calvinovega cikla
V rastlinah ogljikov dioksid CO2 skozi stomate vstopi v kloroplast in se razprši v strome kloroplasta. To je mesto reakcij Calvinovega cikla, kjer se sintetizira sladkor. Reakcije so poimenovane po znanstveniku Melvinu Calvinu, ki jih je odkril in navajajo dejstvo, da reakcije delujejo kot cikel. Drugi ga imenujejo cikel Calvin-Benson in vključuje ime drugega znanstvenika, ki je sodeloval pri njegovem odkritju.
Reakcije Calvinovega cikla lahko razvrstimo v tri osnovne faze: fiksacija, zmanjšanje in regeneracija. V stromi celice sta poleg CO2 prisotni še dve kemikaliji, ki začneta Calvinov cikel: encim skrajšani RuBisCO in molekula ribuloza bisfosfat (RuBP). RuBP ima na vsakem koncu pet atomov ogljika in fosfatno skupino.
RuBisCO katalizira reakcijo med CO2 in RuBP, kar tvori šest-ogljikovo spojino, ki se takoj pretvori v dve tri-ogljikovi spojini. Ta postopek imenujemo fiksacija ogljika, ker se CO2 iz svoje anorganske oblike "fiksira" v organske molekule.
ATP in NADPH uporabljata svojo shranjeno energijo za pretvorbo tri-ogljikovo spojino, v 3-PGA in v drugo tri-ogljikovo spojino, imenovano G3P. Ta vrsta reakcije se imenuje reakcija redukcije, ker vključuje pridobivanje elektronov. Redukcija je pridobivanje elektrona z atomom ali molekulo. Molekule ADP in NAD +, ki nastanejo zaradi reakcije redukcije, se vrnejo v reakcije, ki so odvisne od svetlobe in jih ponovno napolnimo.
Ena od molekul G3P zapusti Calvinov cikel, da prispeva k nastanku ogljikohidratne molekule, ki je običajno glukoza (C6H12O6). Ker ima molekula ogljikovih hidratov šest atomov ogljika, je potrebno šest obratov Calvinovega cikla, da nastane ena molekula ogljikovih hidratov (ena za vsako fiksirano molekulo ogljikovega dioksida). Preostale molekule G3P regenerirajo z RuBP, kar omogoča sistemu, da se pripravi na korak fiksacije ogljika. ATP se uporablja tudi pri regeneraciji RuBP.